# Centre de détention d'Uzerche
Le centre de détention d'Uzerche est un centre de détention français située dans le département de la Corrèze en région Nouvelle-Aquitaine, qui peut accueillir jusqu'à 600 détenus.